# Tamuraïta
La tamuraïta és un mineral de la classe dels sulfurs que pertany al grup de la kuvaevita. El nom honora a Nobumichi Tamura (n. 1966, Marsella, França), científic sènior de la Advanced Light Source del Lawrence Berkeley National Laboratory, a Berkeley (Califòrnia).

## Característiques
La tamuraïta és un sulfur de fórmula química Ir₅Fe10S16. Es tracta d'una espècie aprovada per l'Associació Mineralògica Internacional, i publicada per primera vegada el 2021. Cristal·litza en el sistema trigonal. És l'anàleg de ferro de la kuvaevita.
L'exemplar que va servir per a determinar l'espècie, el que es coneix com a material tipus, es troba conservat a les col·leccions del Museu geològic de Sibèria Central, a Novosibirsk (Rússia), amb el número de catàleg: iii-102/2.

## Formació i jaciments
Va ser descoberta al placer del riu Ko, al complex de Lysanskiy (Krai de Krasnoiarsk, Rússia), on es troba en forma d'inclusions semblants a gotes, normalment formant intercreixements amb pentlandites riques en rodi i amb membres de la sèrie laurita-erlichmanita que porten iridi. Aquest indret és l'únic a tot el planeta on ha estat descrita aquesta espècie mineral.